# Cuajimalpa de Morelos
Cuajimalpa de Morelos ou Cuajimalpa est l'une des seize divisions territoriales (demarcaciones territoriales) de Mexico au Mexique. Son siège est San Pedro Cuajimalpa.

## Géographie

### Situation
Cuajimalpa s'étend sur 80,95 km2 dans l'ouest de la ville. Son territoire est divisé en quatre « pueblos » : San Pedro Cuajimalpa, San Lorenzo Acopilco, San Mateo Tlaltenango, San Pablo Chimalpa et 44 colonies. Elle est limitrophe des divisions Miguel Hidalgo au nord-est et Álvaro Obregón à l'est, ainsi que des municipalités d'Ocoyoacac au nord et d'Huixquilucan à l'ouest, situées dans l'État de Mexico.

## Dénomination
Le nom vient du nahuatl et signifie « sur les éclats de bois », « lieu où l'on travaille ou taille le bois ».
Le hiéroglyphe original est formé d'un arbre à trois branches, abattu, avec trois éclats triangulaires qui symbolisent son travail. Une hache en cuivre de facture Tepaneca y figure plantée sur le tronc. Ce symbole apparaît dans le Codex Mendoza.
Après la conquête espagnole, le nom a été conservé mais dans une version chaque fois simplifiée jusqu'à devenir Cuajimalpa, orthographié de façons différentes.

## Histoire

### Origines
De 1000 à 1521, les données disponibles permettent de retenir Cuajimalpa de Morelos pour l'exploitation du bois provenant de ses grandes forêts.
L'origine des premiers habitants de Cuajimalpa de Morelos n'est pas connue : les caractéristiques de son terrain, largement montagneux, ont empêché sur la zone le développement d'un système agricole proprement dit, ce qui n'a pas favorisé l'établissement stable de groupes humains. Ses rares habitants se consacraient surtout à la coupe et au travail du bois.
Arrachée à la tutelle de Azcapotzalco vers 1430 par le guerrier aztèque Izcóatl, Cuauhximalpan fut intégrée au royaume de Tlacopan, allié à ceux de Tenochtitlan et Texcoco, selon les indications de la page 5 du Codex Mendoza:

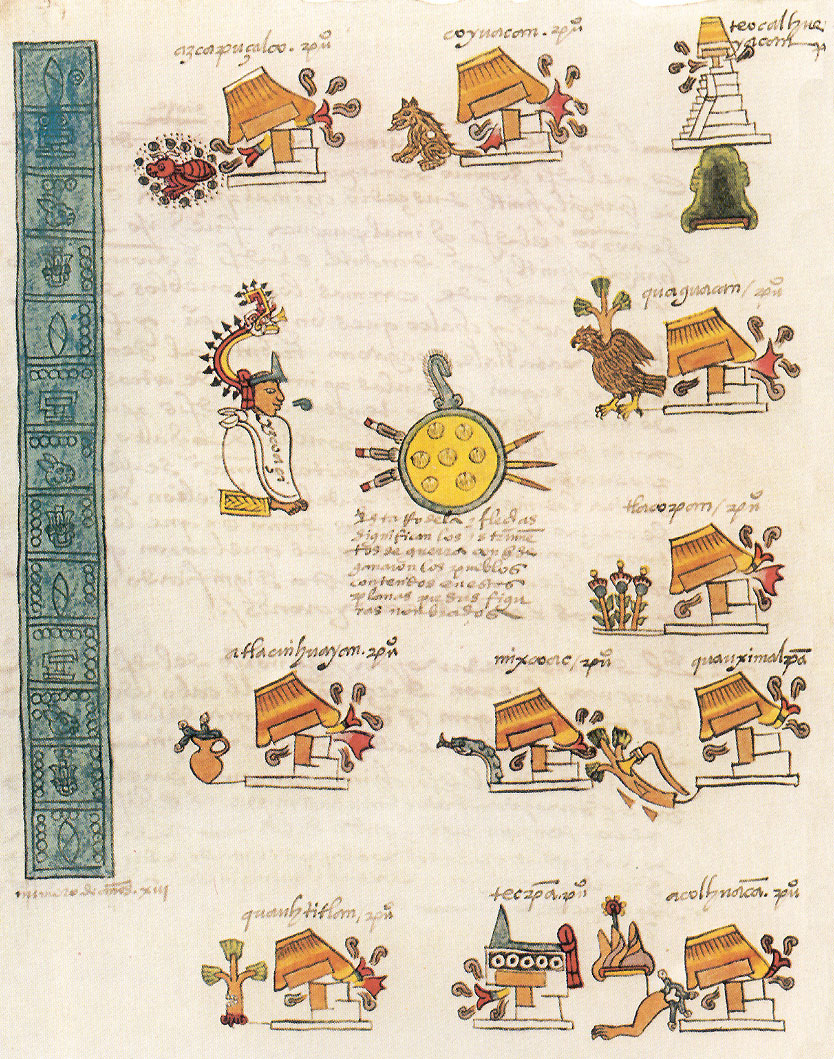
Page 5 du Codex Mendoza.

### Période espagnole
En 1604 débuta la construction d'un monastère au lieu-dit Santo Desierto de Cuajimalpa (Saint Désert de Cuajimalpa) ou Desierto de los Leones (Désert des Lions), pour accueillir des religieux. Les épais murs de pierre pouvaient séparer ce couvent de carmes déchaussés du Cerro de los Ídolos (Colline aux Idoles), où abondaient les cavernes et où les habitants des villages voisins se livraient à ce que les chroniqueurs appelaient des "practiques idolâtres".
Ainsi, l'architecture coloniale à Cuajimalpa se manifesta par la construction de la paroisse de San Pedro Cuajimalpa, entre les années 1628 et 1755, où elle fut formellement déclarée terminée. Néanmoins, elle subit encore divers agrandissements. En 1785, une de ses tours fut érigée (celle qui donne au nord) ; l'autre, orientée au sud, date de 1925. L'église commença à fonctionner comme dépendance de la paroisse de Mixcoac ; parmi ses trésors artistiques se trouvent très ancien Saint Michel et une Vierge de Guadalupe, copie fidèle de l'original, ainsi que d'autres tableaux et sculptures. De la même époque date l'établissement au bord du Chemin Royal à Toluca, à la hauteur de Cuajimalpa, de La Venta de Doña Marina, ainsi nommée d'après sa propriétaire, Marina Gutiérrez Flores.

### L'indépendance
Il existait à San Pedro Cuajimalpa une vieille auberge servant de refuge pour les voyageurs, et qui fut utilisée pendant l'indépendance par les Réalistes comme par les Insurgés, autour de la bataille du Monte de las Cruces, puis le retrait des Insurgés. C'est alors que le curé Miguel Hidalgo y Costilla séjourne avec tout l'état-major des Insurgés, là où aujourd'hui se dresse une bibliothèque publique ainsi qu'un petit musée à la mémoire du curé, face au jardin principal du village appelé Jardín Hidalgo. Il semble que c'est de cette bâtisse que fut prise la décision de se retirer de la ville. Rue José María Castorena, une statue de Hidalgo indique l'emplacement supposé de l'auberge, car l'on voit de ce point la ville de Mexico entièrement.
Une fois déclarée l'indépendance, ces bourgs appartiennent tant au District fédéral qu'à l'État de Mexico, sous la tutelle des localités de Tacubaya, San Ángel et Santa Fe, selon les époques. En 1862, la commune (municipio) de Cuajimalpa est créée en même temps que se précise l'étendue de son territoire, avec l'achat par ses habitants des terres que forment aujourd'hui les zones résidentielles de Las Lomas. Le 1er janvier 1929, Cuajimalpa devient une délégation du District fédéral. En 1970, elle est renommée Cuajimalpa de Morelos.